# Gale Sayers
Gale Eugene Sayers (* 30. Mai 1943 in Wichita, Kansas, USA; † 23. September 2020 in Wakarusa, Indiana, Vereinigte Staaten), Spitzname: „The Kansas Comet“, war ein US-amerikanischer American-Football-Spieler auf der Position des Runningbacks. Er spielte bei den Chicago Bears in der National Football League (NFL).

## Jugend
Gale Sayers wurde als zweites von drei Kindern des Automechanikers Roger Winfield und dessen Frau Bernice Sayers geboren. Da seine Mutter hoffte ein Mädchen zu bekommen und für dieses den Namen „Gail“ vorgesehen hatte, wurde dieser Name nach der Geburt ihres Sohnes in Gale umgewandelt. Zur Pflege des kranken Großvaters zog im Jahr 1950 die Familie auf die Winfield-Farm in Speed um. Nach dem Tod des Großvaters erfolgte ein erneuter Wohnungswechsel, diesmal nach Omaha in Nebraska. Dort spielte Gale in einer Kinderliga American Football. Sayers besuchte in Omaha die High School, wo er sich weiterhin als American-Football-Spieler, aber auch als Leichtathlet betätigte. In seinen letzten beiden Schuljahren führte er die Footballliga seiner Schule jeweils mit 127 erzielten Punkten an. Seine Weitsprungleistung von 7,58 Meter war bis 2005 Landesrekord von Nebraska. 1961 wurde er als Leichtathlet in die Auswahlmannschaft dieses US-Bundesstaates aufgenommen.

## Spielerlaufbahn

### Collegekarriere
Gale Sayers studierte von 1962 bis 1964 an der University of Kansas. Ihm lagen zahlreiche andere Angebote von Colleges aus dem ganzen Land vor, letztendlich entschied er sich für ein Studium in Lawrence. Sayers spielte in der Footballmannschaft seines Colleges, den Kansas Jayhawks, für die er als Runningback auflief. In den Jahren 1963 und 1964 wurde er zum All-American gewählt. Aufgrund seiner sportlichen Leistungen zeichnete ihn sein College in allen drei Schuljahren aus.

### Profikarriere
Sayers wurde 1965 von den Chicago Bears in der ersten Runde an vierter Stelle gedraftet. Auch die Kansas City Chiefs, die 1965 noch in der American Football League (AFL) beheimatet waren, hatten Interesse an Sayers und zogen ihn in der ersten Runde an fünfter Stelle der AFL-Draft. Sayers entschloss sich zu einer Karriere bei den von George Halas trainierten Bears und wurde von den Teams aus Chicago als Runningback, sowie als Kickoff und Punt-Returner eingesetzt. Bereits in seinem Rookie-Jahr konnte er mit 22 erzielten Touchdowns eine NFL Jahresbestleistung erzielen. Bislang ist es noch keinem Rookie in der NFL gelungen diesen Rekord zu brechen. Am 12. Dezember 1965 gelangen ihm in einem Spiel gegen die San Francisco 49ers beim 61:20-Sieg seiner Mannschaft sechs Touchdowns. Diese Leistung wurde in der NFL bislang nur von Ernie Nevers und Dub Jones erreicht.
Das folgende Jahr lief für Sayers ebenfalls hervorragend. Er konnte durch Laufspiel einen Raumgewinn von 1231 Yards erzielen. Auch diese stellte eine Jahresbestleistung in der NFL dar. Im Laufe der nächsten beiden Jahren verloren die Bears immer mehr den Anschluss zu den Spitzenteams. Auch die Leistungen von Sayers kamen 1967 nicht an die der beiden Vorjahre heran. Im Jahr 1968 gelang ihm ein Laufdurchschnitt von 6,2 Yards pro Lauf. Damit erzielte er eine weitere NFL-Jahresbestleistung. Seine Karriere erlebte in diesem Jahr allerdings auch seinen ersten Tiefpunkt. In einem Spiel gegen die 49ers am 10. November 1968 zog er sich durch einen Tackle eines Gegenspielers eine schwere Verletzung am rechten Knie zu, die das Ende der Saison für ihn bedeutete.
1969 zeigte sich Sayers von der schweren Verletzung erholt und konnte weitere Karrierehöhepunkte setzen. Obwohl die Bears nur eins von 14 Spielen gewannen und damit die schlechteste Mannschaft in der Liga waren, erzielte er mit 236 Laufversuchen einen Raumgewinn von 1.032 Yards und war damit erneut der Spitzenreiter in der NFL. Das Spieljahr 1970 lief für Sayers schlecht, eine Verletzung am linken Knie, die er sich im zweiten Saisonspiel zuzog, bedeutete für ihn das Saisonende. Ein Comebackversuch im Jahr 1971 scheiterte an einer dritten Knieverletzung. Gale Sayers beendete danach seine Footballlaufbahn. Sein Karrieredurchschnitt von 30,56 Yards Raumgewinn pro Kick-Off-Return ist noch heute Ligabestleistung.

## Abseits der NFL
Im Jahr 1970 starb der Freund und Mannschaftsgefährte von Sayers bei den Bears Brian Piccolo an Krebs. Die Freundschaft zwischen den beiden Männern war Gegenstand des Films Freunde bis in den Tod von Buzz Kulik. Sayers wurde in dem 1971 gedrehten Film von Billy Dee Williams gespielt. Sayers wirkte auch am Drehbuch des Films mit. Im 2001 gedrehten Remake des Films wurde Gale Sayers von Mekhi Phifer verkörpert.

## Nach der Laufbahn
Gale Sayers wurde nach seiner Spielerlaufbahn ein erfolgreicher Geschäftsmann und leitete seine eigene Firma. Sayers war sozial engagiert und förderte Kinder und Nachwuchsfootballspieler an seinem alten College.
Seit 2013 litt er an Demenz. Er starb an deren Folgen am 23. September 2020.

## Ehrungen
Gale Sayers spielte viermal im Pro Bowl, dem Abschlussspiel der besten Spieler einer Saison. Dreimal wurde er zum Pro Bowl MVP ernannt. Er wurde fünfmal zum All-Pro und 1965 zum NFL Rookie of the Year gewählt. Er ist Mitglied im NFL 75th Anniversary All-Time Team, im NFL 1960s All-Decade Team, in der College Football Hall of Fame, in der Pro Football Hall of Fame und in der Nebraska High School Sports Hall of Fame, sowie der Kansas Sports Hall of Fame. Zusammen mit der Trikotnummer von Dick Butkus, einem langjährigen Mitspieler von Sayers, sperrten die Bears 1994 seine Rückennummer. 1977 sperrten die Kansas Jayhawks seine College-Rückennummer. Die Kansas Jayhawks ehren ihn zudem in ihrem Stadion auf dem Ring of Honor. Die Zeitschrift The Sporting News wählte ihn 1999 auf Platz 21 der Liste der größten 100 Footballspieler aller Zeiten.